# 威廉·傑克遜·比恩
威廉·傑克遜·比恩（William Jackson Bean；1863年5月26日（约克郡馬爾頓）—1947年4月19日（萨里郡邱））是一位英国植物學家，在1922年至1929年任邱園園長，并收集了一些植物。
他是《不列顛群島的樹與灌木》（Trees and Shrubs Hardy in the British Isles，1914年出版）的作者，其著作至今還很有參考價值。
他的兒子喬治·尤爾特·比恩（1903-1977）是研究土耳其歷史遺址的考古學家。